# Les novel·les de D'Artagnan
Es coneix com Les novel·les de D'Artagnan la trilogia de novel·les d'Alexandre Dumas (pare), que explica la vida de D'Artagnan des dels seus humils inicis a la Gascunya fins a la seva mort com a Mariscal de França al setge de Maastricht de 1673. La trilogia és composta per Els tres mosqueters, primera i més popular de les tres obres, on es presenten els avui dia famosos Athos, Porthos, Aramis i D'Artagnan; Vint anys després, que narra les aventures dels mosqueters dues dècades després de la primera novel·la, i El Vescomte de Bragelonne, centrada en la trista història d'amor no correspost entre el fill d'Athos i la seva amiga de la infància, i la mort de tres dels mosqueters (excepte Aramis) després d'un últim intent d'aventura.
Alexandre Dumas va escriure aquesta extensíssima trilogia en només sis anys, i ho va fer mentre publicava moltes novel·les per entregues (pràcticament tota la seva obra es va fer pública d'aquesta manera), com La reina Margot, El cavaller de Maison-Rouge o Giuseppe Balsamo (també conegut com a Memòries d'un metge). Es podria dir que Dumas va ser un dels autors més fecunds de la història de la literatura, escrivint al llarg de la seva vida moltes obres extenses i, per a la major part dels lectors, entretingudes.
Dumas va basar la vida de D'Artagnan en la vida del capità de mosqueters Charles de Batz de Castelmore, comte d'Artagnan, el retrat de Dumas també és hereu de les memòries parcialment fictícies de d'Artagnan, escrites 27 anys després de la mort de l'heroi per Gatien de Courtilz de Sandras i publicades l'any 1700. Al llarg de la trilogia de novel·les, el lector es topa amb una evolució més que sorprenent en el caràcter dels personatges. En cada un dels llibres, la seva manera de pensar i d'actuar es correspon perfectament amb la seva edat i amb les seves experiències vitals, el que condueix a una pèrdua de frescor i un allunyament del gènere d'aventura a mesura que els protagonistes envelleixen. De fet, El Vescomte de Bragelonne és tota una oda al desengany i a la frustració.